# Retrodirect

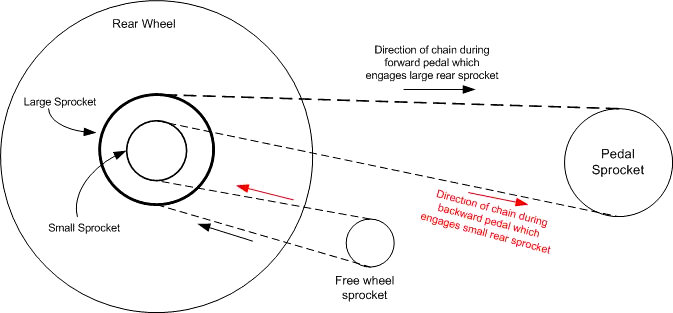
Schemazeichnung des Retrodirect-Antriebes

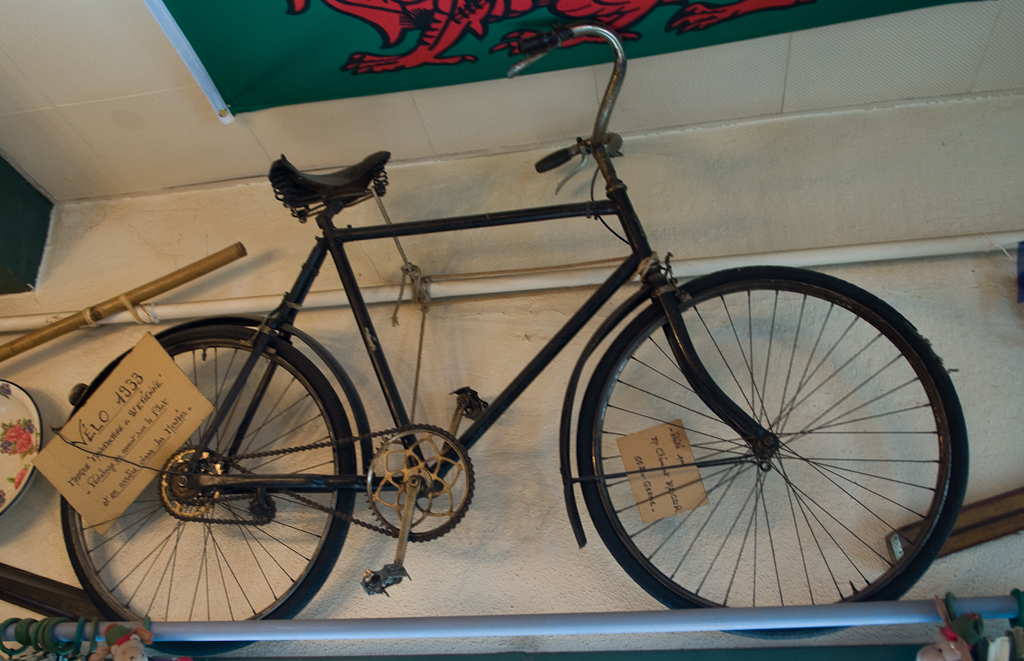
Fotografiert auf dem Tourmalet

Das Retrodirect ist ein in Frankreich in den 1920/30er Jahren hergestelltes Fahrrad, welches vorwärts getreten wie ein normales Fahrrad funktioniert, mit durchschnittlicher Übersetzung. Wird dahingegen rückwärts getreten, so fährt man mit geringerer Übersetzung – zum Beispiel für Bergfahrten – ebenfalls vorwärts.
Die dabei angewendete Technik, die heute allein auch als Retro-Direct bezeichnet wird,  besteht aus zwei parallelen Ritzeln mit je einem Freilauf, auf denen je ein vom Kettenrad kommendes Ketten-Trum endet. Das obere Trum führt zum größeren, das untere zum kleineren Ritzel. Beim Treten wechseln die beiden Trums ihr Funktionen zwischen Zugtrum und Leertrum. Beim üblichen Vorwärtstreten zieht das obere Trum oben an seinem Ritzel, und das Fahrrad fährt vorwärts. Beim Rückwärtstreten zieht das untere Trum auch oben an seinem Ritzel, und das Fahrrad fährt weniger schnell, aber auch vorwärts.  Etwas vor den beiden Ritzeln werden die unten von ihnen kommenden, leer laufenden Kettenstücke über einem Hilfsritzel zusammengeschlossen. Die Kette wird somit als Ganzes geschlossen.  
Die Technik konnte sich jedoch nicht durchsetzen. Auch macht das für die Muskeln ungewohnte Rückwärtstreten auf die Dauer Probleme.
Einige Exemplare sind noch erhalten und werden auf historischen Fahrradtreffen oft bestaunt, wenn der Fahrer rückwärts tretend vorwärts einen Berg hinauffährt.
Der Brite Drew Buck bewältigte mit einem Fahrrad dieser Bauart 2007 das 1200 km lange Brevet Paris-Brest-Paris erfolgreich.